# CropLife International
CropLife International ist ein internationaler Handelsverband agrochemischer Unternehmen.

## Geschichte
1967 wurde die International Group of National Associations of Manufacturers of Agrochemical Products (französisch Groupement International des Associations Nationales de Fabricants de Produits Agrochimiques, GIFAP) gegründet. Im November 1996 wurde die GIFAP in Global Crop Protection Federation (GCPF) umbenannt. Am 7. November 2001 wurde GCPF dann in CropLife International umbenannt.

## Mitglieder
Zu den Mitgliedern gehören unter anderem Bayer, BASF und Syngenta.
CropLife ist die Dachorganisation der Resistance Action Committees:
- Fungicide Resistance Action Committee
- Herbicide Resistance Action Committee
- Insecticide Resistance Action Committee
- Rodenticide Resistance Action Committee[4]

## Kritik
CropLife International steht regelmäßig in der Kritik, insbesondere in folgenden Bereichen:
- Verkauf hochgefährlicher Pestizide: Laut Berichten verkauften Mitgliedsunternehmen im Jahr 2018 Pestizide im Wert von fünf Milliarden US-Dollar, die von der Weltgesundheitsorganisation (WHO) als hochgefährlich eingestuft werden.[5]
- Einfluss auf internationale Organisationen: Die Zusammenarbeit mit der Ernährungs- und Landwirtschaftsorganisation der Vereinten Nationen (FAO) wurde von mehr als 350 Organisationen kritisiert. Diese werfen dem Verband vor, wirtschaftliche Interessen über das Wohl von Mensch und Umwelt zu stellen.[6]
- Förderung industrieller Landwirtschaft: Kritiker bemängeln, dass CropLife vor allem auf industrielle Landwirtschaft setzt, die durch Monokulturen und intensiven Chemikalieneinsatz langfristig Schäden an Böden, Gewässern und der Biodiversität verursachen kann.[7]